# Germanus van Auxerre

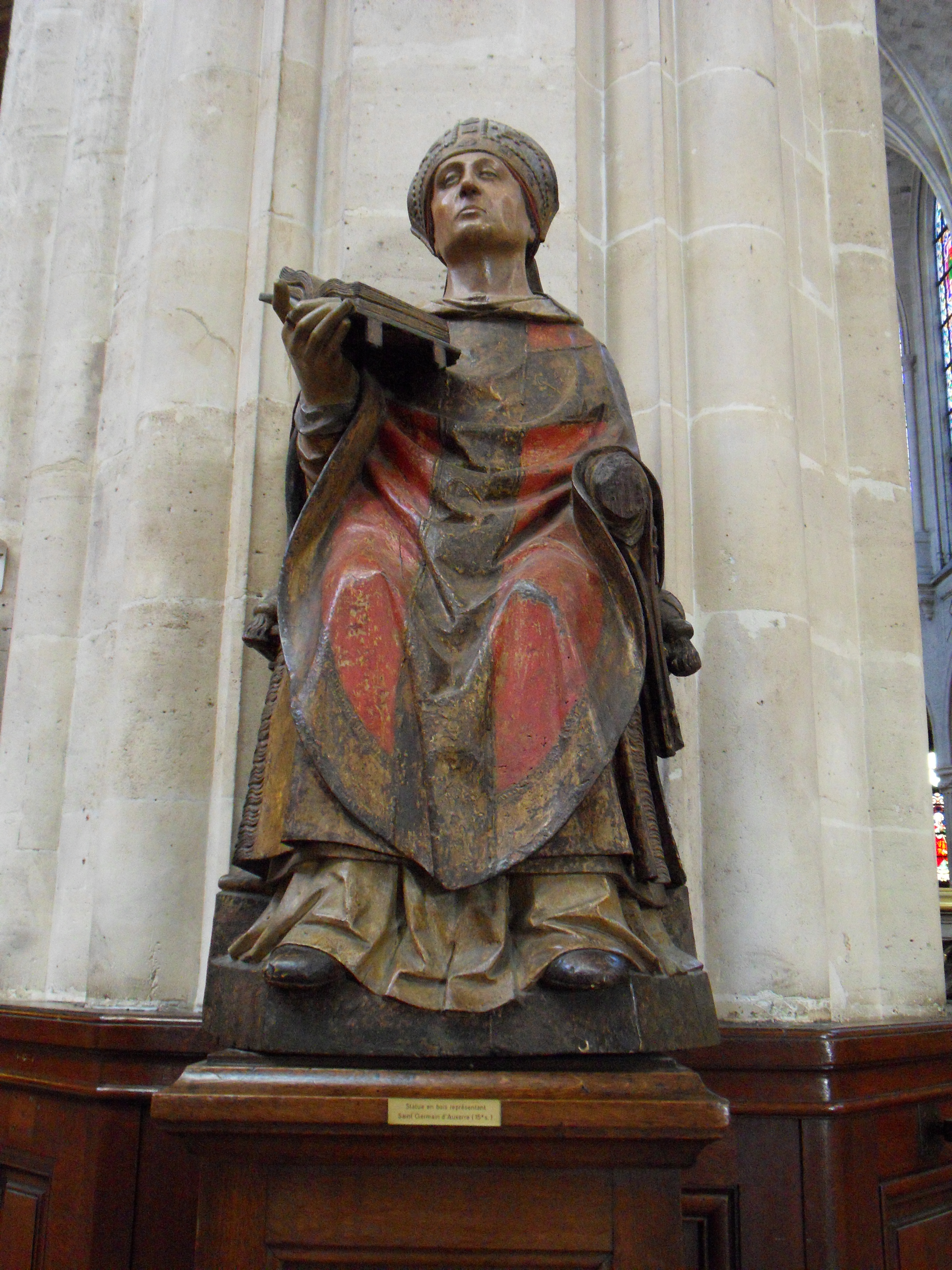
Polychrome houten sculptuur: Sint-Germanus van Auxerre uit de vijftiende eeuw

Sint Germanus van Auxerre (Frans: saint Germain) (Auxerre, ca. 378 - Ravenna, 31 juli 448) was een Gallo-Romeinse provinciebestuurder en militair die in 418 tot bisschop van Auxerre in Gallië werd verkozen. Germanus leefde in het laatste kwart van de vierde eeuw en de eerste helft van de vijfde eeuw. Hij is zowel in de rooms-katholieke als oosters-orthodoxe kerken een heilige. Zijn gedenkdag is 31 juli. In 429 werd Germanus samen met de heilige Lupus van Troyes naar (Groot-)Brittannië gezonden om daar het Pelagianisme te bestrijden. Naar verluidt zou hij onderweg in Nanterre nabij Parijs Genoveva van Parijs hebben ontmoet en haar haar latere heiligheid hebben voorspeld. In Engeland zou hij een blind meisje hebben genezen en een Brits leger hebben bijgestaan in een slag tegen Picten, Schotten en Saksen. Een massaal 'Alleluia'-geroep door de christenen zou de vijanden op de vlucht hebben gejaagd. De verslaglegging van dit eerste bezoek aan Brittannië geeft waardevolle informatie over de toestand  van de post-Romeinse Britse samenleving, een generatie nadat de Romeinse legioenen in 406 waren vertrokken. Ook wordt er nog, waarschijnlijk rond 447 of iets eerder, een tweede bezoek door Germanus aan Brittannië gemeld. Hierover is echter weinig bekend. 
Het lichaam van Germanus werd na zijn overlijden overgebracht naar Auxerre en begraven in de crypte van de latere abdij die zijn naam draagt, de Abdij van Sint-Germanus van Auxerre.
Het heiligenleven van Sint-Germanus, dat rond 480 werd geschreven door Constantius van Lyon, vormt een van de weinige bronnen die wij hebben over Britannia na het vertrek van de Romeinse troepen, maar geeft niet veel nuttige informatie.

## Levensloop
Germanus stamde uit een voorname Gallo-Romeinse familie en was de zoon van Rusticus en Germanilla. Na zijn studie van de zeven vrije kunsten in Arles en Lyon in Gallië volgde hij een rechtenstudie en een studie in welsprekendheid in Rome. Zijn hoge geboorte en briljante talent bracht hem in contact met het hof, en hij huwde Eustachia, een gewaardeerde dame uit de keizerlijke hofhouding. Keizer Honorius stuurde hem terug naar Gallië en benoemde hem tot praefectus van Armorica (Bretagne) en Nervicanum met standplaats in zijn geboorteplaats Auxerre. Tevens werd hij benoemd tot commandant van de keizerlijke Romeinse troepen van deze provincies. Hij was een van de zes hertogen (Latijn: Dux), belast met de regering van de Gallische provincies. Hij verbleef in Auxerre en gaf zich daar over aan alle geneugten des levens, die hem natuurlijk ten deel vielen.
Daar maakte hij kennis met het christendom, bekeerde zich en liet zich dopen. Later trok hij zich terug uit het politieke leven en begon een streng kloosterlijk en ascetisch leven. Hij werd priester en leefde voortaan met zijn vrouw Eustachia samen als broer en zuster: "uxor was in sororem mutator ex coniuge." Germanus werd door Sint-Amator (zijn voorganger als bisschop van Auxerre) tot diaken gewijd. Op 1 juli 418 werd hij verkozen en zes dagen later, op 7 juli 418, tot bisschop van Auxerre gewijd. Germanus was de leraar van Sint-Patrick, de beschermheilige van Ierland. Hij was bevriend met Sint-Martinus van Tours, de stichter van de monnikengemeenschappen in Gallië, en had nauw contact met Sint-Hilarius van Arles. Samen met zijn vrouw Eustachia bevorderde hij de groei van het kloosterlijk leven in Gallië. Germanus bouwde aan de oevers van de Yonne een groot klooster gewijd aan de heiligen Cosmas en Damianus, waar hij gewoon was zich op vrije momenten terug te trekken.
Rond het jaar 429 leidde Agricola (de zoon van een Britse bisschop) de Engelse christenen in de richting van het Pelagianisme. Naar aanleiding van het verzoek van een Brits gezantschap koos een vergadering van Gallische bisschoppen  Germanus en Lupus, bisschop van Troyes, om naar Brittannië af te reizen om deze dreiging daar ter plaatse te bestrijden. Zij voldeden hiermee aan een verzoek van Paus Celestinus I te voorkomen dat de Britse kerk zou breken met de leer van de Augustinessen met betrekking tot de genade en Brittannië te zuiveren van pelagiaanse invloeden. De traditie vertelt ons dat de belangrijkste discussies met de vertegenwoordigers van pelagianisme plaatsvonden in de Abdij van Sint-Alban. Deze discussies resulteerden in een volledige overwinning voor Germanus en de vertegenwoordigers van het pelagianisme werden in grote verlegenheid gebracht. Germanus verbleef enige tijd in Brittannië om te preken en hij heeft verschillende scholen gesticht voor de opleiding van de geestelijkheid. 
In het jaar 447 werd hij opnieuw uitgenodigd om Brittannië te bezoeken, omdat de Pelagische opvattingen de zuiverheid van het orthodoxe christendom in Brittannië opnieuw in gevaar hadden gebracht. Hij ging erheen samen met Severus, bisschop van Trier. Over zijn tweede bezoek aan Brittannië is minder bekend, maar het lijkt er op dat hij, gezien de voortlevende tradities in Wales, veel voor de kerk daar heeft gedaan.
Na zijn terugkeer naar Gallië ging Germanus naar Armorica (Bretagne) om daar een goed woordje voor de in opstand gekomen Armoricanen te doen. Op zijn voorspraak stelde Flavius Aëtius (magister militum (opperbevelhebber)) hun straf uit, totdat Germanus de zaak van de Armoricanen aan de keizer in Italië had kunnen voorleggen. Germanus bereikte Milaan op 17 juni, 448. Hij reisde vervolgens door naar Ravenna, waar hij de zaak besprak met de keizerin-moeder, Galla Placidia. De keizerin-moeder en de bisschop van de stad, Sint-Peter Chrysologus, gaven hem een koninklijke welkom, en de door hem verzochte gratie voor de Armoricanen werd verleend. Germanus stierf op 31 juli, 448 in Ravenna. Zijn lichaam werd, zoals hij gevraagd had, teruggebracht naar Auxerre en daar in het door hem gebouwde Oratorium van Sint-Mauritius begraven.

## Verering
Later werd het oratorium vervangen door een grote kerk met Benedictijnse abdij, die later de Abdij van Sint-Germanus van Auxerre werd genoemd. Deze kerk en abdij waren in het begin van de zesde eeuw een geschenk van koningin Clothilde, echtgenote van koning Clovis I, en waren een eerbetoon aan de nagedachtenis van de heilige. Ruim 350 jaar later, heeft Karel de Kale het heiligdom geopend, en het lichaam intact gevonden. Het werd gebalsemd en verpakt in kostbare doeken, en in een meer prominente positie in de kerk geplaatst. Het werd daar behouden tot 1567, toen Auxerre door de hugenoten werd ingenomen. Deze hebben het heiligdom ontheiligd en de relikwieën weggegooid. Er wordt beweerd dat de relikwieën later werden verzameld en in de Abdij van Sint-Marion aan de oevers van de Yonne werden getoond. De echtheid van de relikwieën van deze abdij is echter nooit kerkelijk erkend. Sint-Germanus werd in de tijd voor de reformatie in Cornwall en in de Abdij van Sint-Alban in Engeland vereerd en is nog altijd de beschermheilige van Auxerre. 
De Parijse kerk Saint-Germain-l'Auxerrois (nabij het Louvre) heeft Germanus van Auxerre als schutspatroon. De herdenkingsdag van Sint-Germanus wordt gevierd op zijn sterfdag: 31 juli.
In de Orthodoxe kerk is zijn feest op 23 april.
Sint-Germanus van Auxerre moet niet verward worden met zijn naamgenoot: Sint-Germanus van Parijs [†576; feest 28 mei], naar wie onder meer Saint-Germain des Prés is genoemd.